# Biserica de lemn din Iepureni

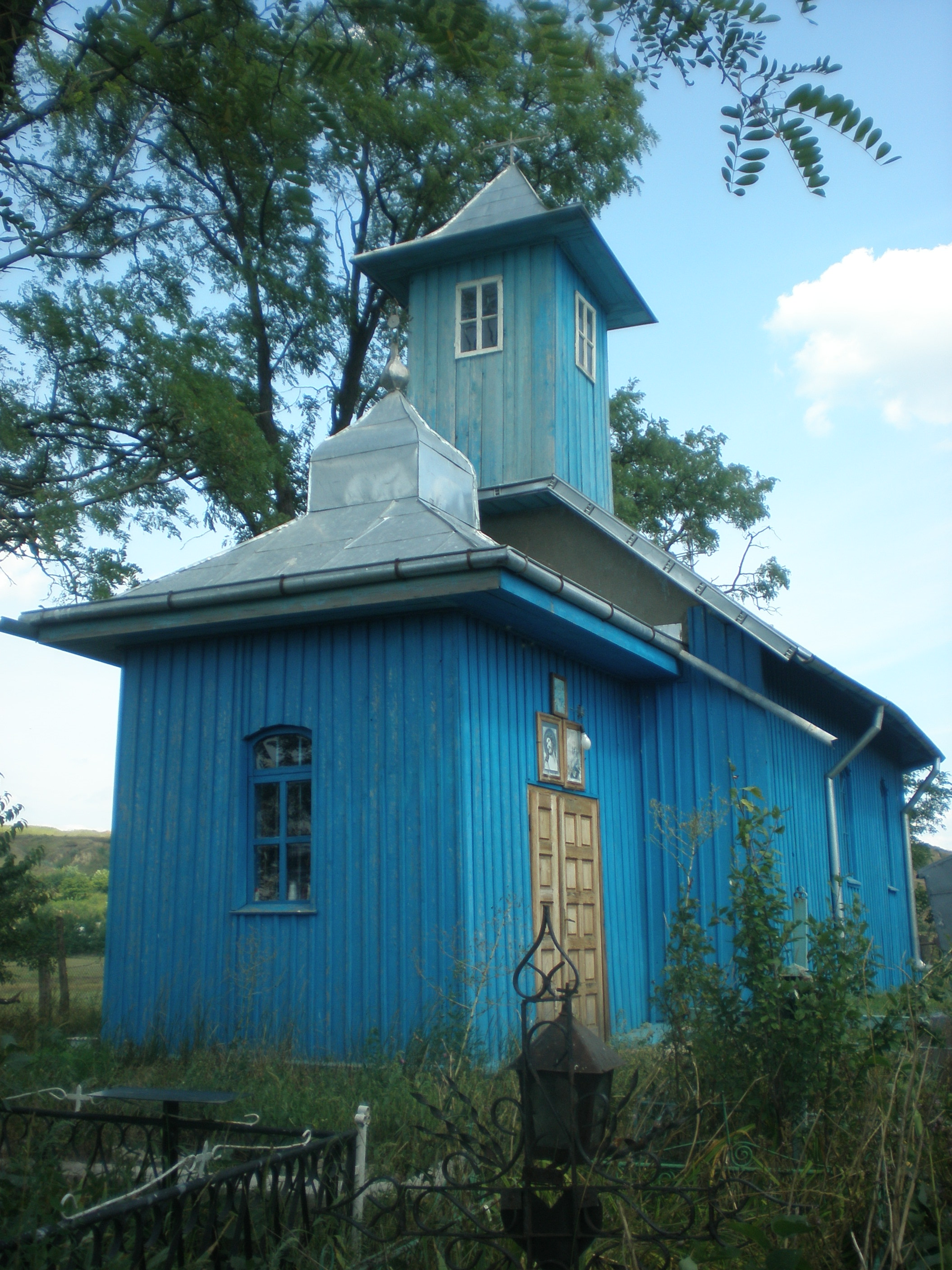
Biserica de lemn din Iepureni

Biserica de lemn cu hramul Sfântul Nicolae din Iepureni a fost construită în anul 1783 în satul Iepureni din comuna Andrieșeni (județul Iași).
La biserică se poate ajunge de pe DJ 282 F Vlădeni – Andrieșeni, făcând la dreapta către satul Iepureni. Actuala vatră a satului a fost mutată din zona inundabilă a luncii Jijiei pe latura colinară din est. Singura construcție care a rămas pe vechiul amplasament este biserica satului, cu clopotnița și cimitirul.
Biserica de lemn din Iepureni a fost inclusă pe Lista monumentelor istorice din județul Iași din anul 2015 cu numărul 1422, având codul de clasificare  cod LMI IS-II-m-B-04185

## Imagini

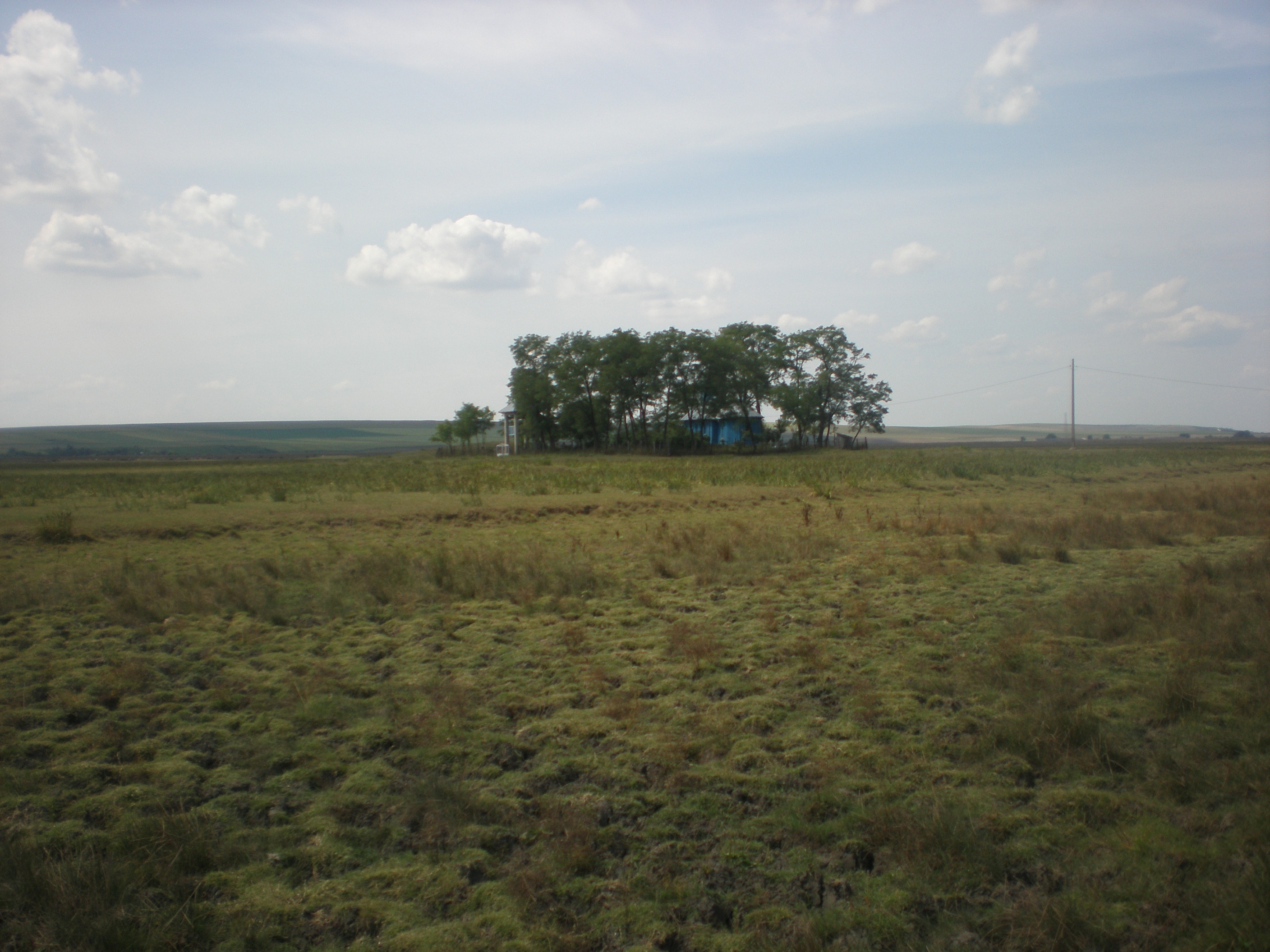
Biserica şi cimitirul
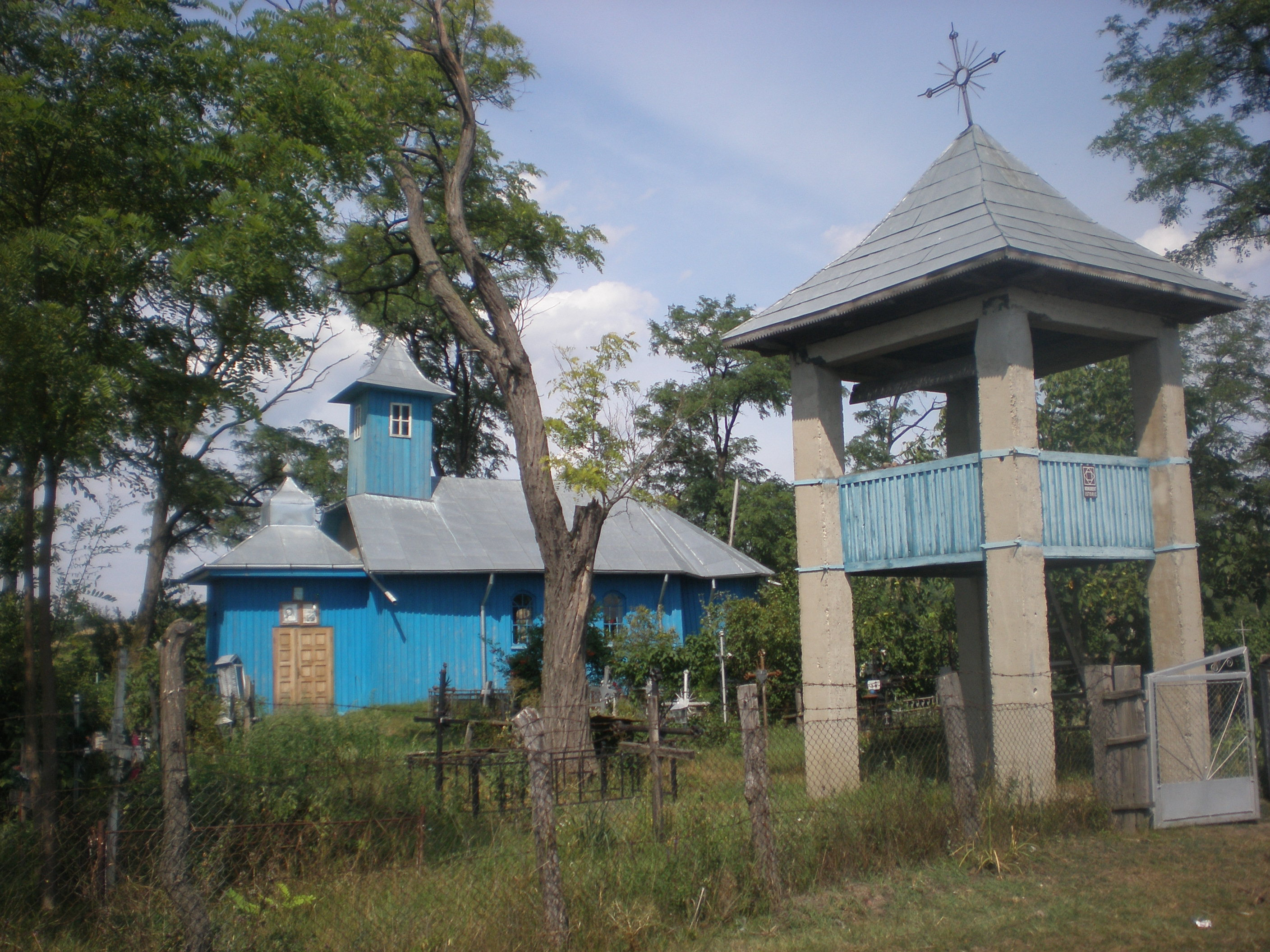
Biserica de lemn din Iepureni şi clopotniţa, vedere sud-vest
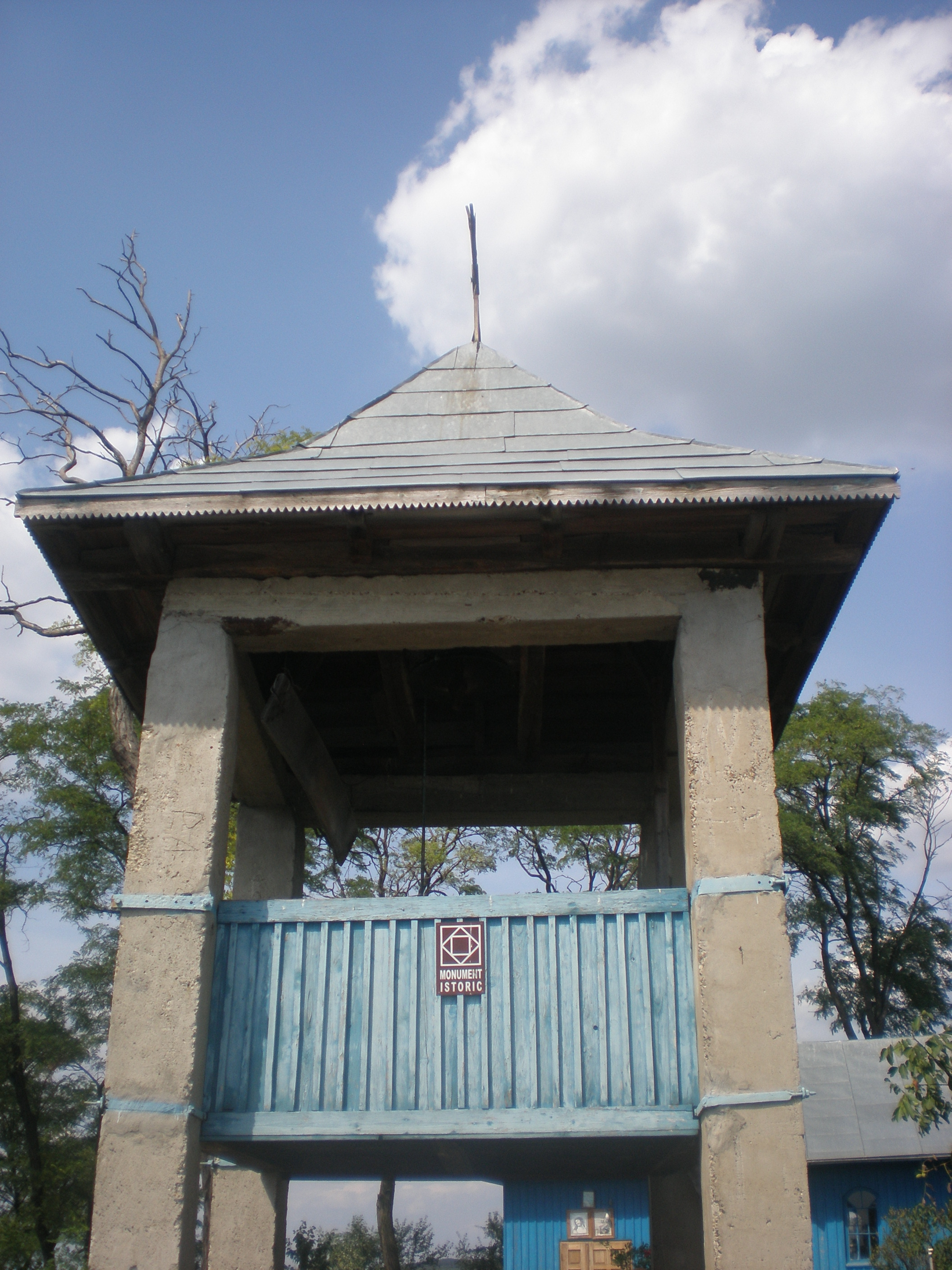
Clopotniţa
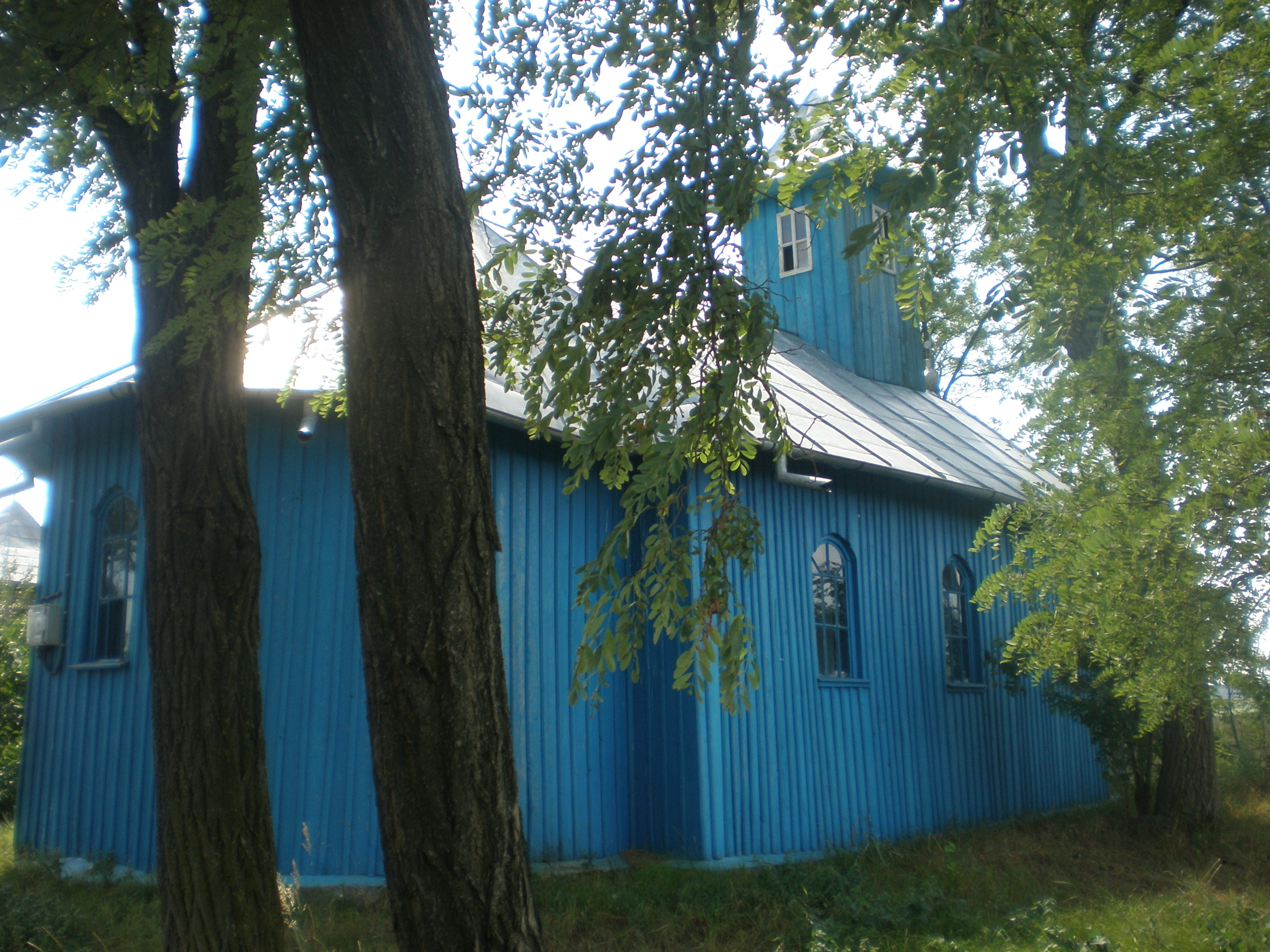
Biserica privită din nord-est
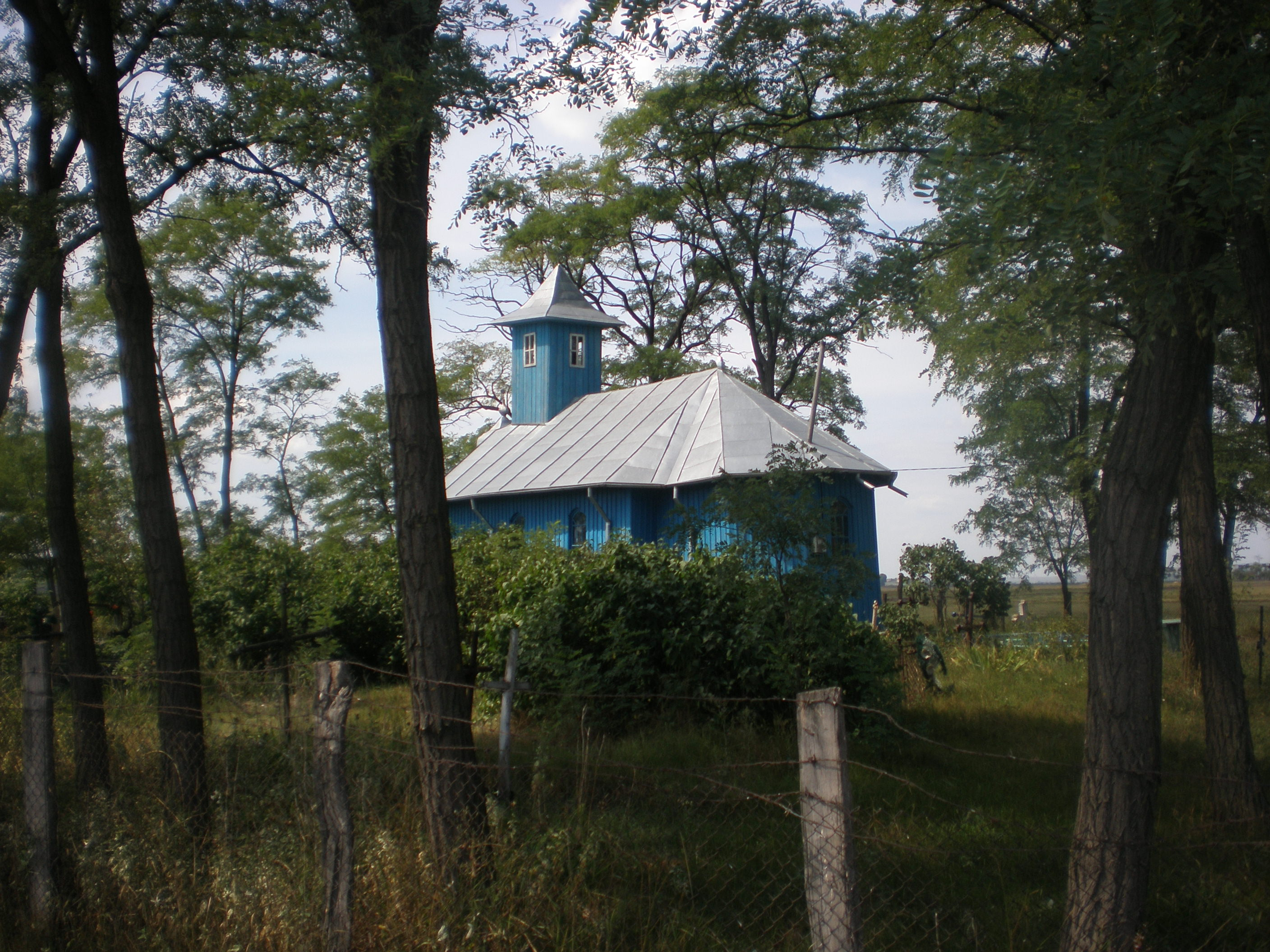
Biserica privită din nord-vest
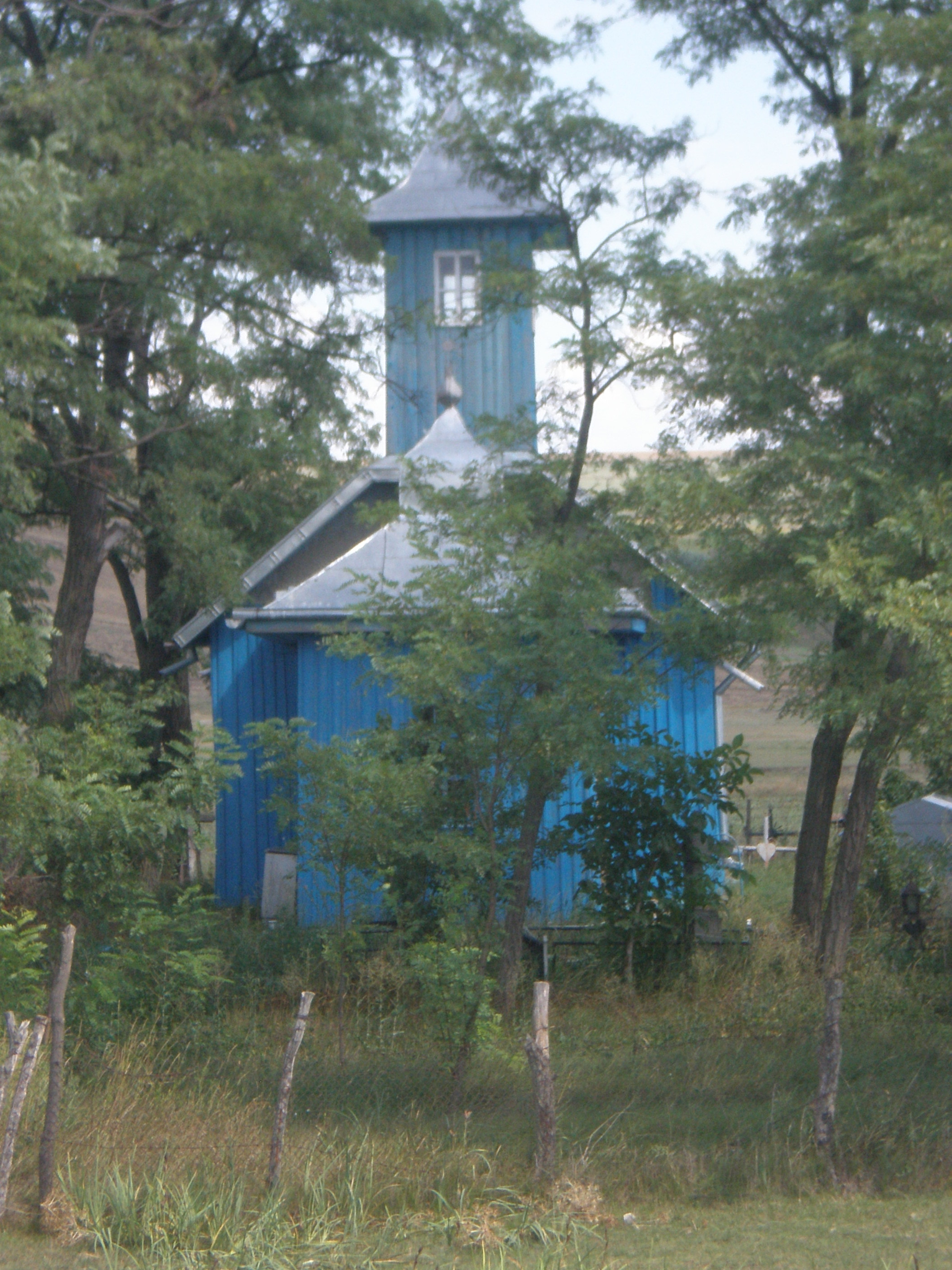
Biserica privită din vest<
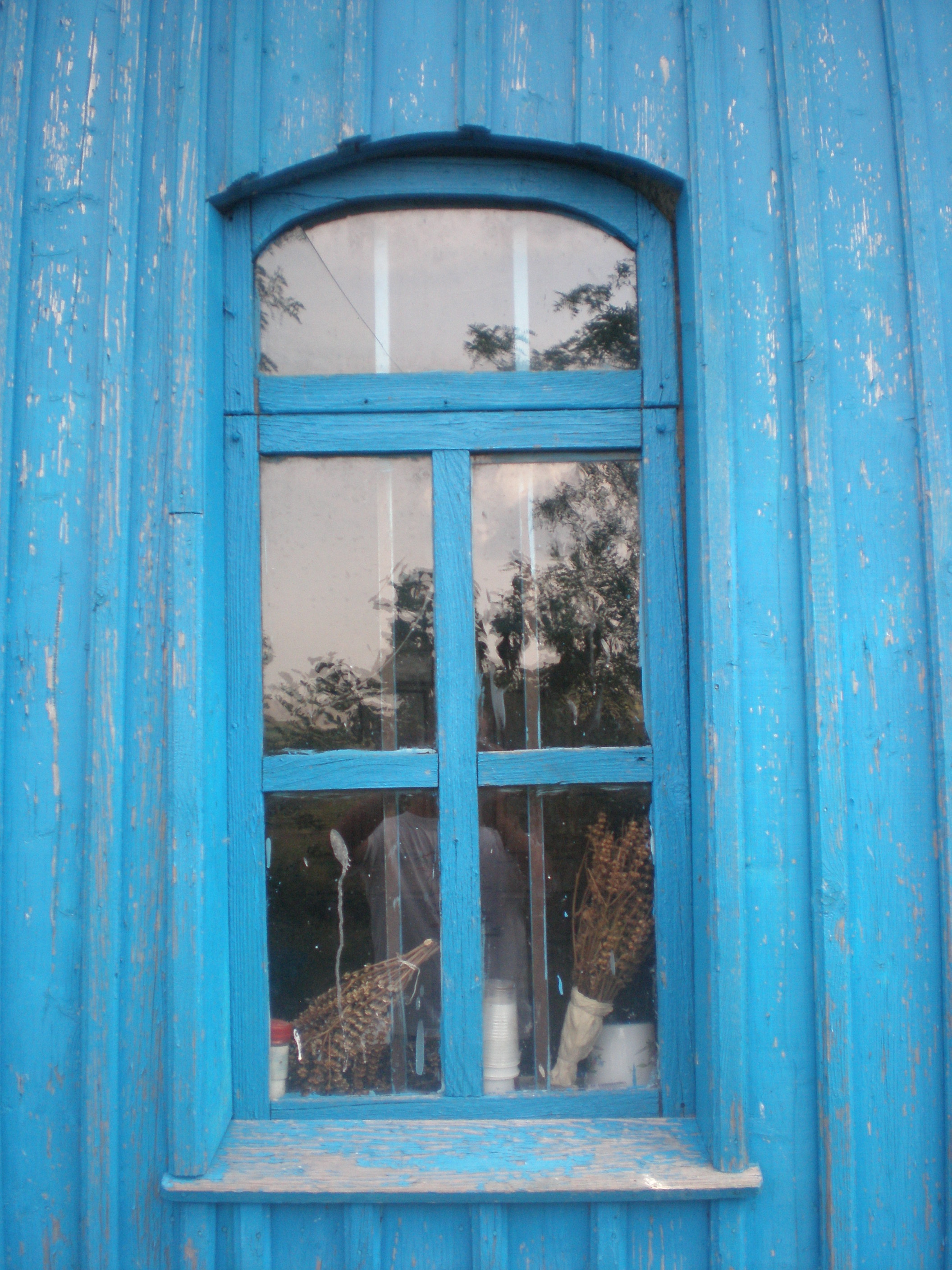
Fereastră pe latura de nord
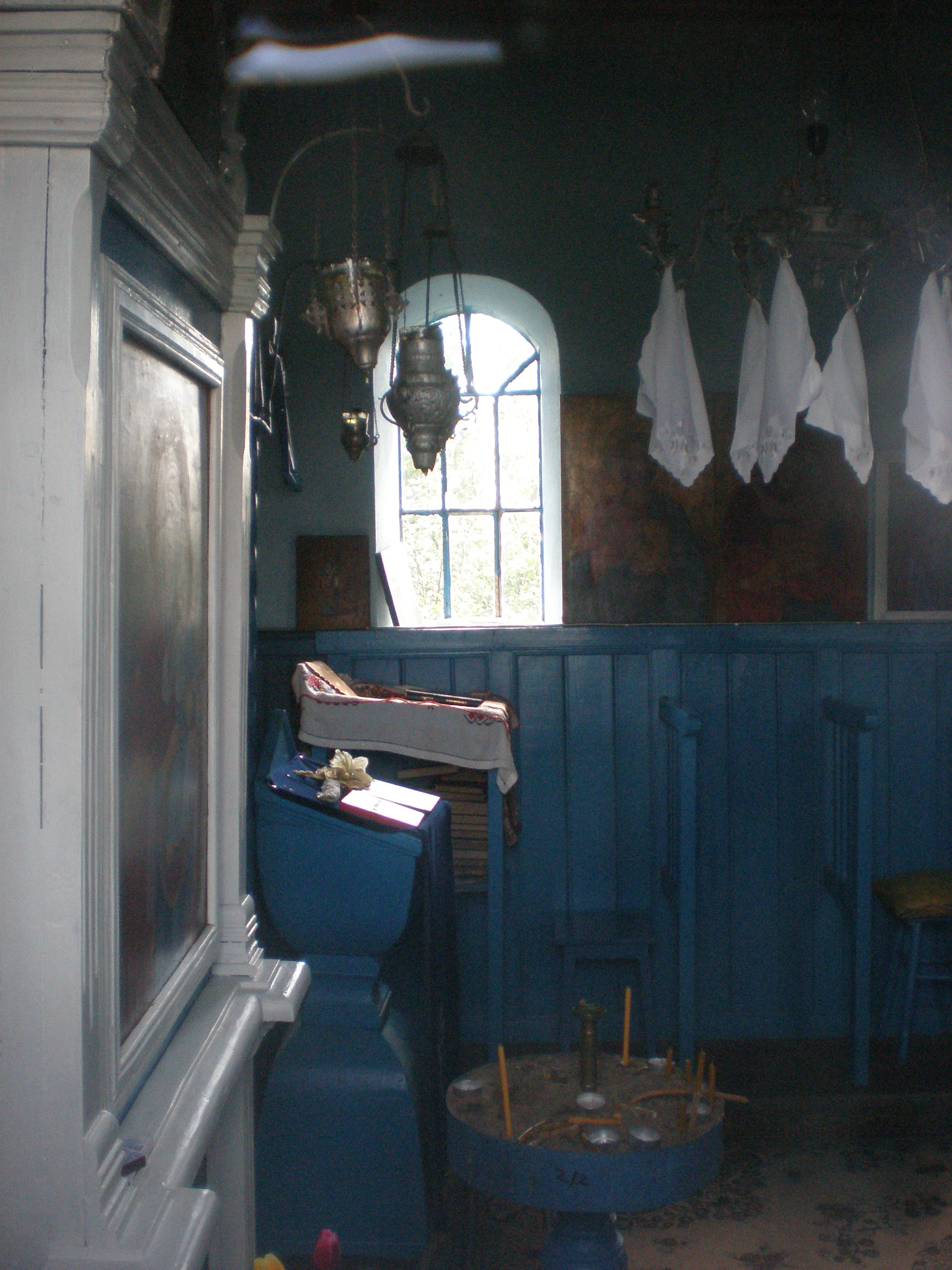
Imagine din interior
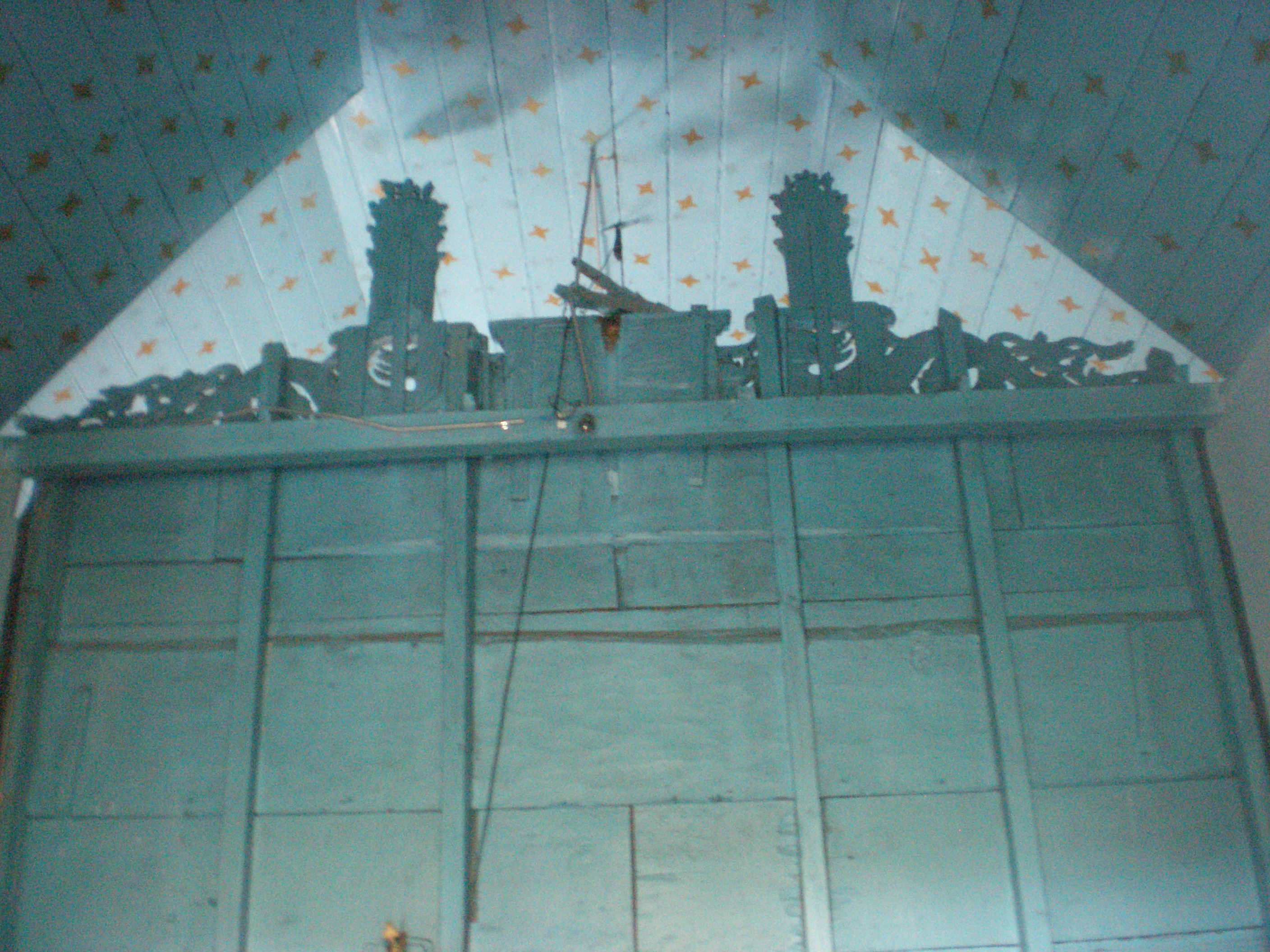
Catapeteasma fotografiată prin fereastra altarului
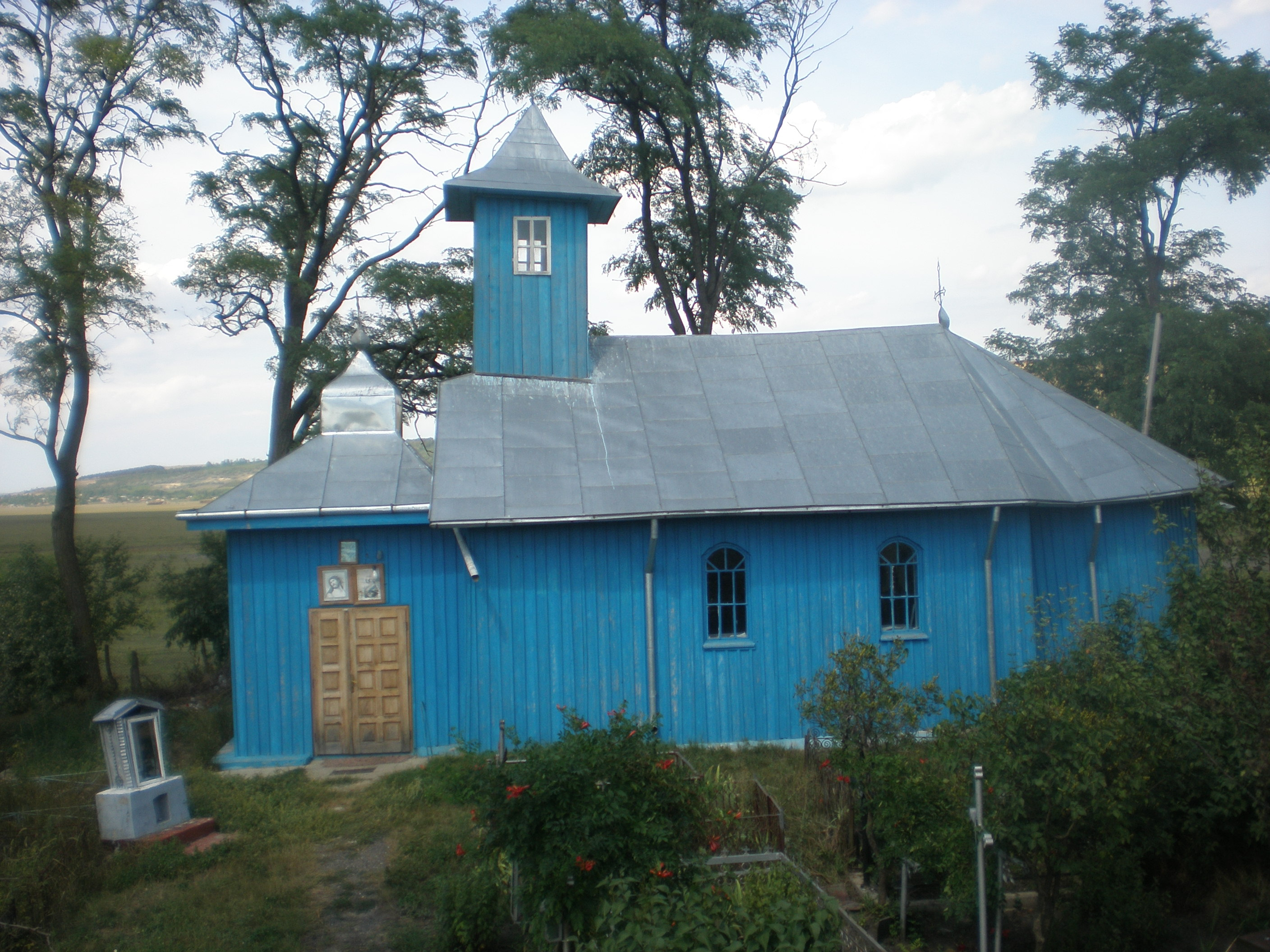
Biserica fotografiată din clopotniţă
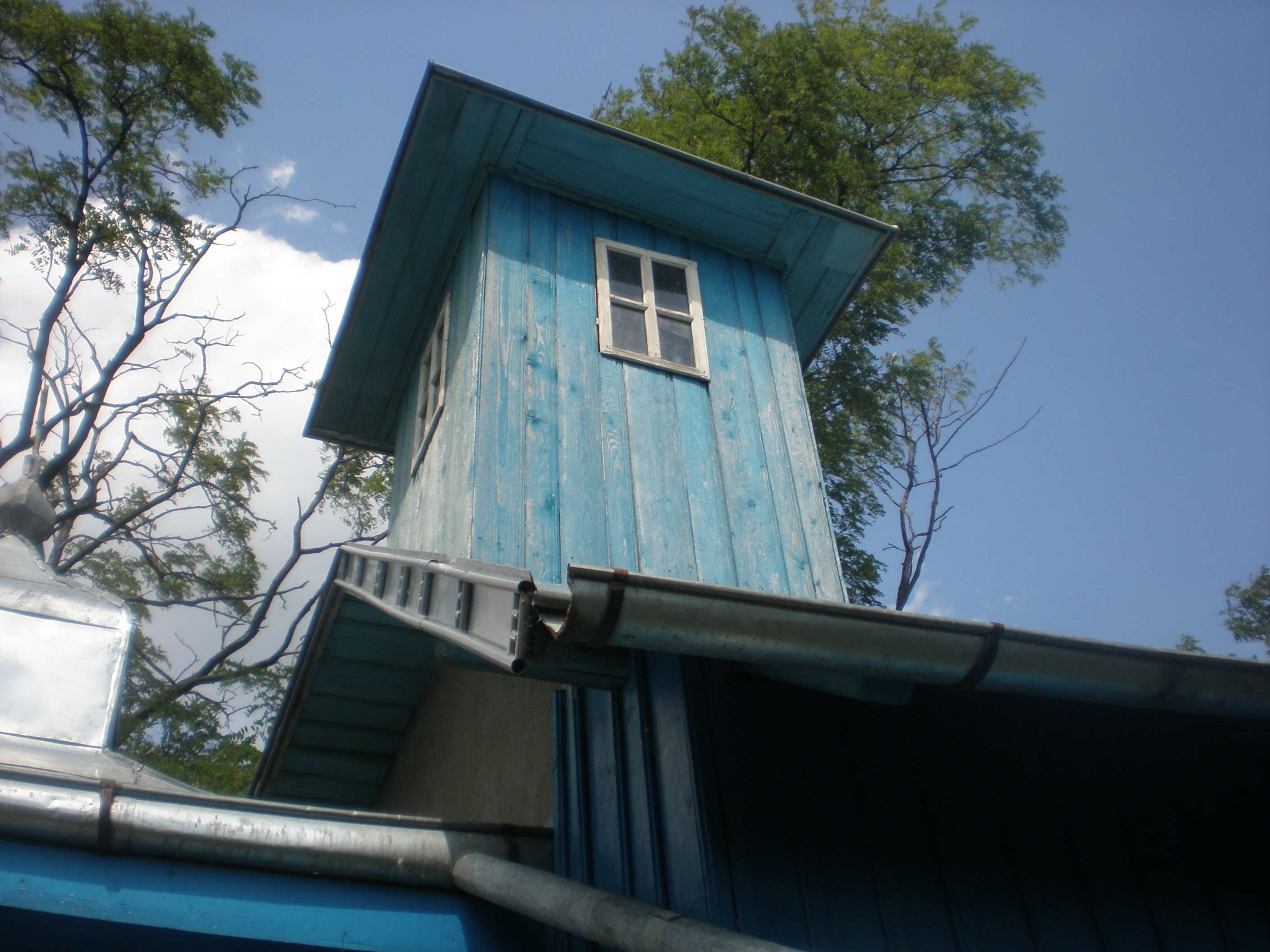
Turla bisericii